# Station Chalkwell
Chalkwell is een spoorwegstation van National Rail in Chalkwell, Southend-On-Sea in Engeland. Het station is eigendom van Network Rail en wordt beheerd door c2c. Het station is geopend in 1856.